# San Ramón (Santa Cruz)
San Ramón es una pequeña localidad y municipio de Bolivia, ubicado en la provincia Ñuflo de Chaves del departamento de Santa Cruz. La localidad se encuentra distante 184 km al noreste de la ciudad de Santa Cruz de la Sierra, la capital departamental. Se sitúa en la orilla derecha del río San Julián, curso superior del río Itonomas.

## Demografía
De acuerdo con el censo boliviano de 2024, la población del municipio de San Ramón es de 8 427 habitantes.
La población del municipio aumentó más de dos veces y media entre 1992 y 2024:
| Año  | Habitantes (localidad) | Habitantes (municipio) | Fuente         |
| ---- | ---------------------- | ---------------------- | -------------- |
| 1992 | 2.270                  | 3.124                  | Censo INE 1992 |
| 2001 | 4.746                  | 5.660                  | Censo INE 2001 |
| 2012 | 6.398                  | 7.490                  | Censo INE 2012 |
| 2024 | 8.427                  |                        | Censo INE 2024 |

## Transporte
San Ramón se encuentra distante a 184 kilómetros por carretera de Santa Cruz de la Sierra, la capital departamental.
Desde Santa Cruz, la carretera pavimentada Ruta 4 recorre 47 km en dirección este vía Cotoca hasta Pailón. Aquí se encuentra con la Ruta 9, que llega a San Ramón en dirección norte por Los Troncos y San Julián después de otros 137 km. Luego, la Ruta 9 continúa a través de Trinidad en el noreste del país hasta llegar a Guayaramerín en la frontera con Brasil.
La ruta troncal Ruta 10 también pasa por San Ramón, cruzando el departamento de Santa Cruz en dirección este-oeste. Conduce desde las áreas de colonización en los tramos bajos del río Grande cerca de San Juan del Piraí vía Mineros y Okinawa Uno a San Ramón y más al este a Concepción, Santa Rosa de Roca y San Ignacio de Velasco hasta San Matías en el Pantanal en el frontera con Brasil.